# AMSAT

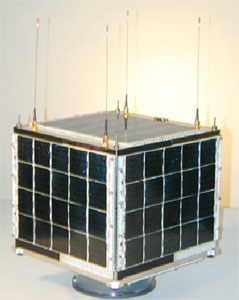
AMSAT-Echo51.

Em telecomunicações, AMSAT é a sigla pela qual é conhecida a Radio Amateur Satellite Corporation (AMSAT-NA), constituida em 1969 inicialmente em Washington, com finalidades educativas, não lucrativas e para manter e complementar o Projeto Oscar, iniciado em 1961 meses após o lançamento do satélite Sputnik pela antiga União Soviética.
A AMSAT projeta, constrói e opera satélites experimentais com a finalidade de promover a educação espacial.

## Organização
Mantida através do trabalho voluntário e de doações, opera em parceria com governos, indústrias, instituições educativas e entidades e sociedades radioamadoristicas.

## Serviços oferecidos
A AMSAT publica semanalmente dados com elementos kleperianos relativos a satélites de interesse para comunicações e telemetria por radioamadores, que alimentam programas para previsão de órbitas de satélites, suas frequências operacionais, modos de transmissão e status operacional.

## Satélites Oscar em operação[2]
- CAPE-1
- Libertad-1
- GeneSat-1
- HO-59
- CO-56
- VO-52
- AO-51
- RS-22
- CO-55
- SO-50
- NO-44
- ARISS
- SO-33
- GO-32
- FO-29
- PO-28
- IO-26
- AO-27
- LO-19
- AO-16
- UO-11
- AO-10
- AO-7